# Euchrysops
Euchrysops är ett släkte av fjärilar. Euchrysops ingår i familjen juvelvingar.

## Bildgalleri

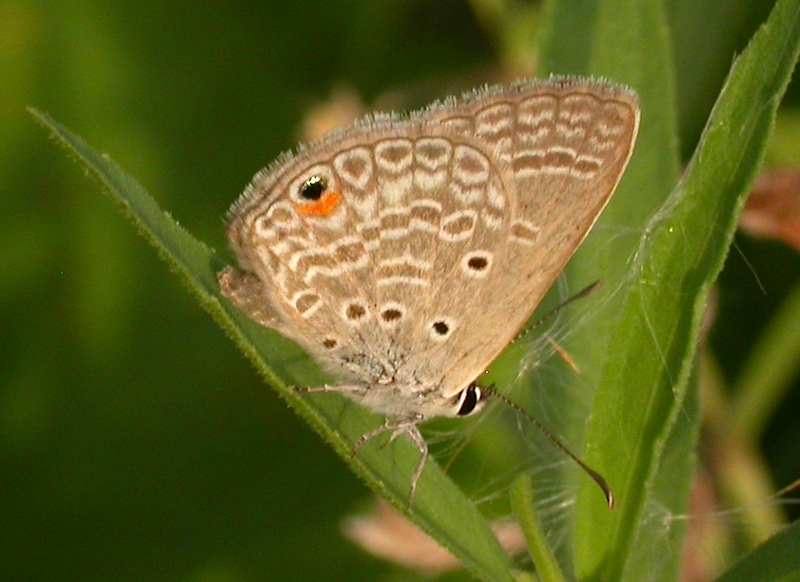
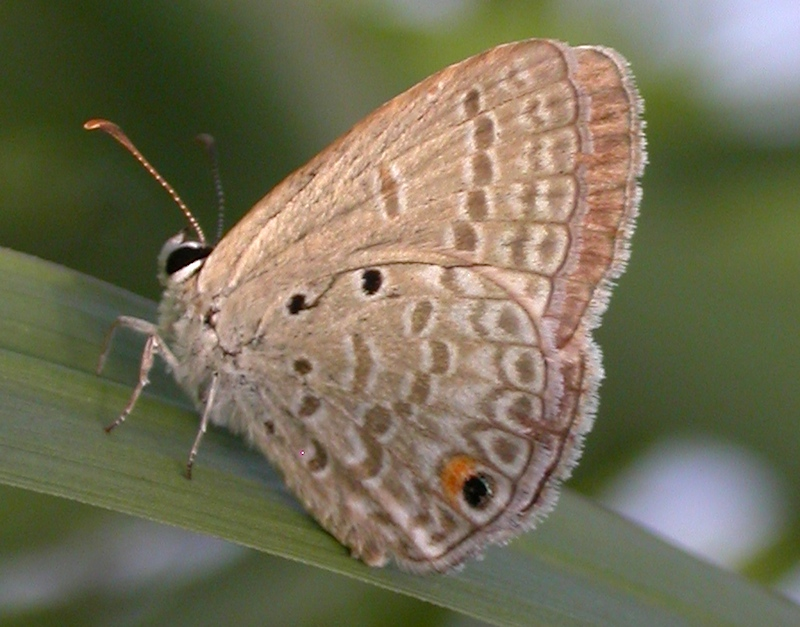
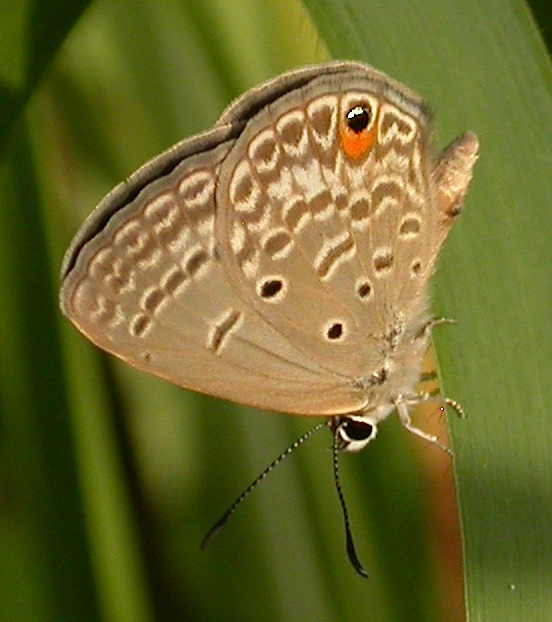
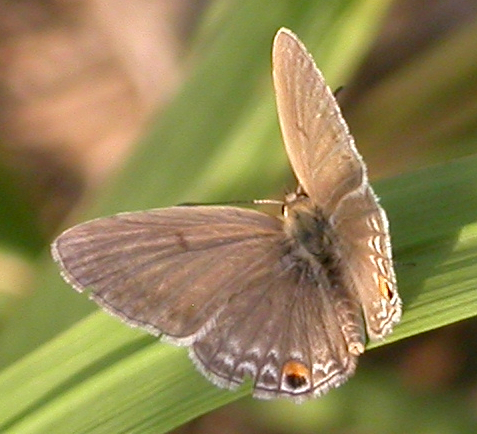

## Dottertaxa tillEuchrysops, i alfabetisk ordning[1]
- Euchrysops abyssiniae
- Euchrysops abyssinica
- Euchrysops albistriata
- Euchrysops anubis
- Euchrysops areana
- Euchrysops asopus
- Euchrysops asteris
- Euchrysops australis
- Euchrysops barkeri
- Euchrysops browni
- Euchrysops brunneus
- Euchrysops cnejns
- Euchrysops conguensis
- Euchrysops crawshayi
- Euchrysops cuprescens
- Euchrysops cyclopteris
- Euchrysops decaryi
- Euchrysops dolorosa
- Euchrysops ella
- Euchrysops enejus
- Euchrysops enidus
- Euchrysops fescennia
- Euchrysops fontainei
- Euchrysops greenwoodi
- Euchrysops hapalina
- Euchrysops horus
- Euchrysops jacksoni
- Euchrysops kabrosae
- Euchrysops kama
- Euchrysops katangae
- Euchrysops lois
- Euchrysops major
- Euchrysops malathana
- Euchrysops mauensis
- Euchrysops migiurtiniensis
- Euchrysops nandensis
- Euchrysops nilotica
- Euchrysops niobe
- Euchrysops niveocincta
- Euchrysops orientalis
- Euchrysops osoris
- Euchrysops philbyi
- Euchrysops phoa
- Euchrysops pyrrhops
- Euchrysops reducta
- Euchrysops samoa
- Euchrysops severini
- Euchrysops subdita
- Euchrysops subpallida
- Euchrysops suffusus
- Euchrysops theseus
- Euchrysops tiressa
- Euchrysops trifracta
- Euchrysops unigemmata